# Gouézec
Gouézec (bretonisch Gouezeg) ist eine französische Gemeinde mit 1115 Einwohnern (Stand 1. Januar 2022) im Département Finistère. Sie gehört zum Arrondissement Châteaulin und zum Kanton Briec.

## Geografie
Die Gemeinde Gouézec liegt im Westen der Bretagne, 18 Kilometer nordnordöstlich von Quimper und 45 Kilometer südöstlich von Brest. Der Fluss Aulne bildet die nördliche Gemeindegrenze.
Bei Le Faou und Châteaulin befinden sich die nächste Abfahrten an der Schnellstraße E 60 (Brest–Nantes) und bei Landivisiau und Morlaix an der E 50 (Brest–Rennes). In den vorgenannten Orten gibt es auch die nächsten Regionalbahnhöfe an den überwiegend parallel verlaufenden Bahnlinien.

## Bevölkerungsentwicklung
| Jahr                       | 1962 | 1968 | 1975 | 1982 | 1990 | 1999 | 2006 | 2020 |
| Einwohner                  | 1356 | 1212 | 1062 | 1070 | 1076 | 984  | 1049 | 1104 |
| Quellen: Cassini und INSEE |      |      |      |      |      |      |      |      |

## Sehenswürdigkeiten
- Kirche Saint-Pierre mit umfriedetem Pfarrbezirk
- Allée couverte von Loch-ar-Ronfl
- Kapelle Notre-Dame-de-Tréguron
- Kapelle Notre-Dame-des-Trois-Fontaines
- Kapelle des Steinbruchs (chapelle des carriers) im Ortsteil Pont-Coublant
- Dolmen La Roche du Feu
- Schloss Kerriou

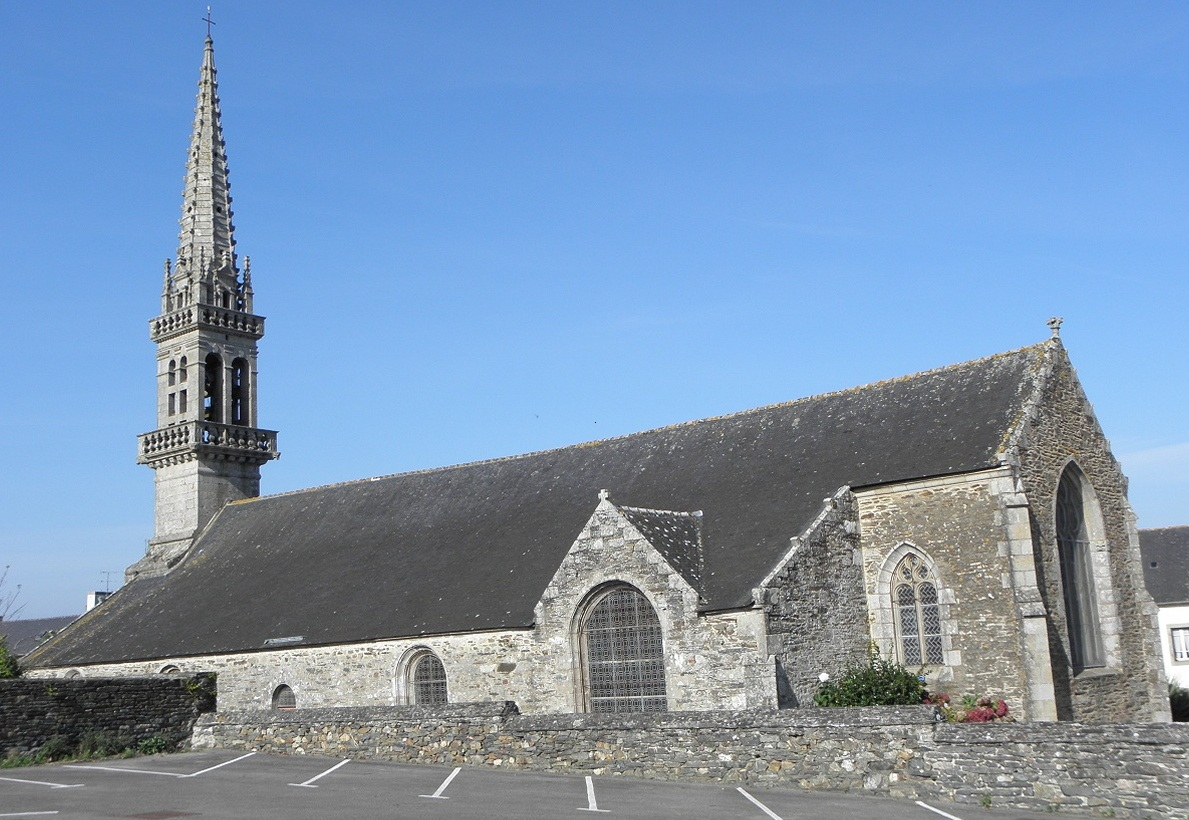
Kirche Saint-Pierre
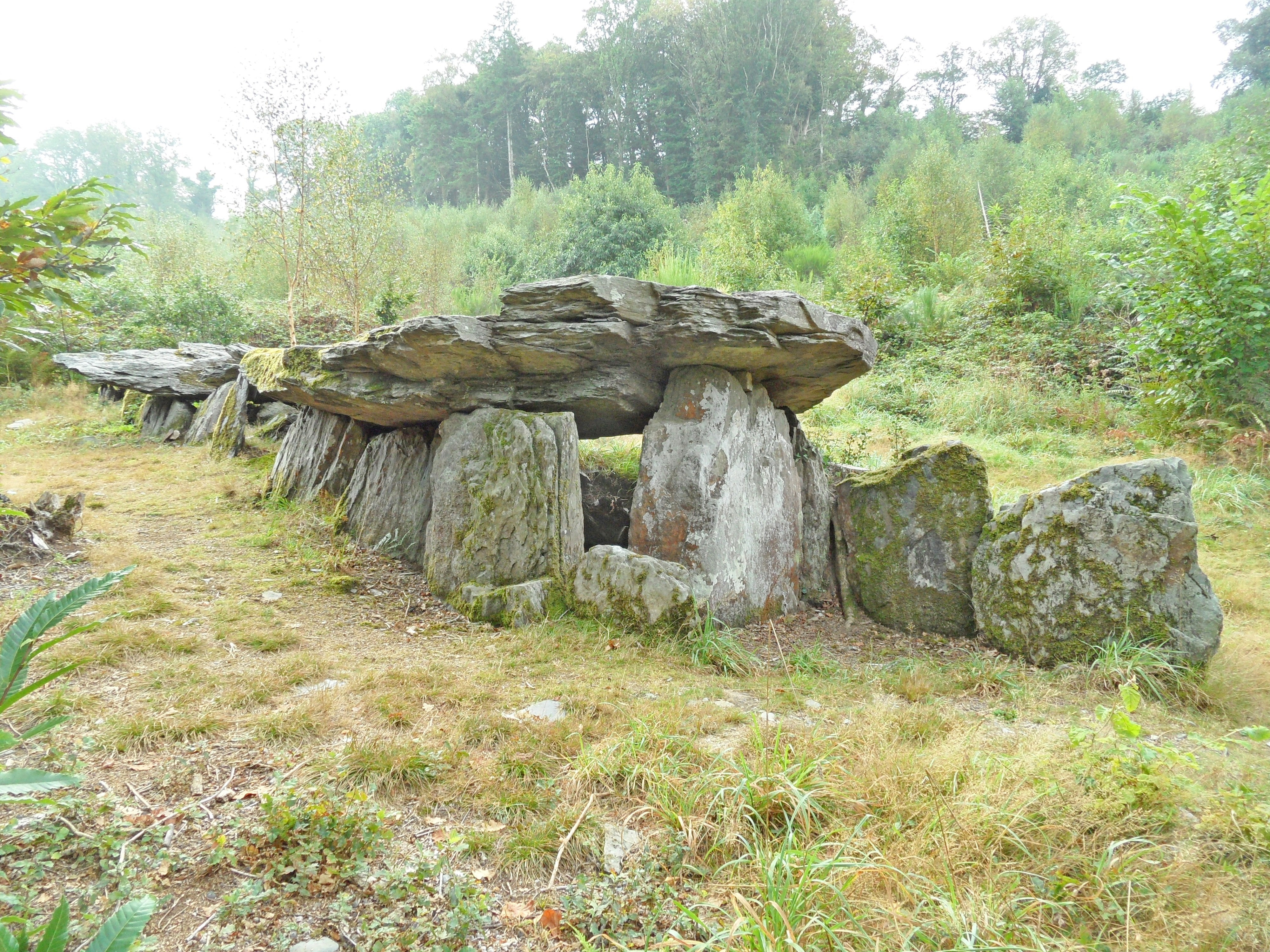
Allée couverte von Loch-ar-Ronfl
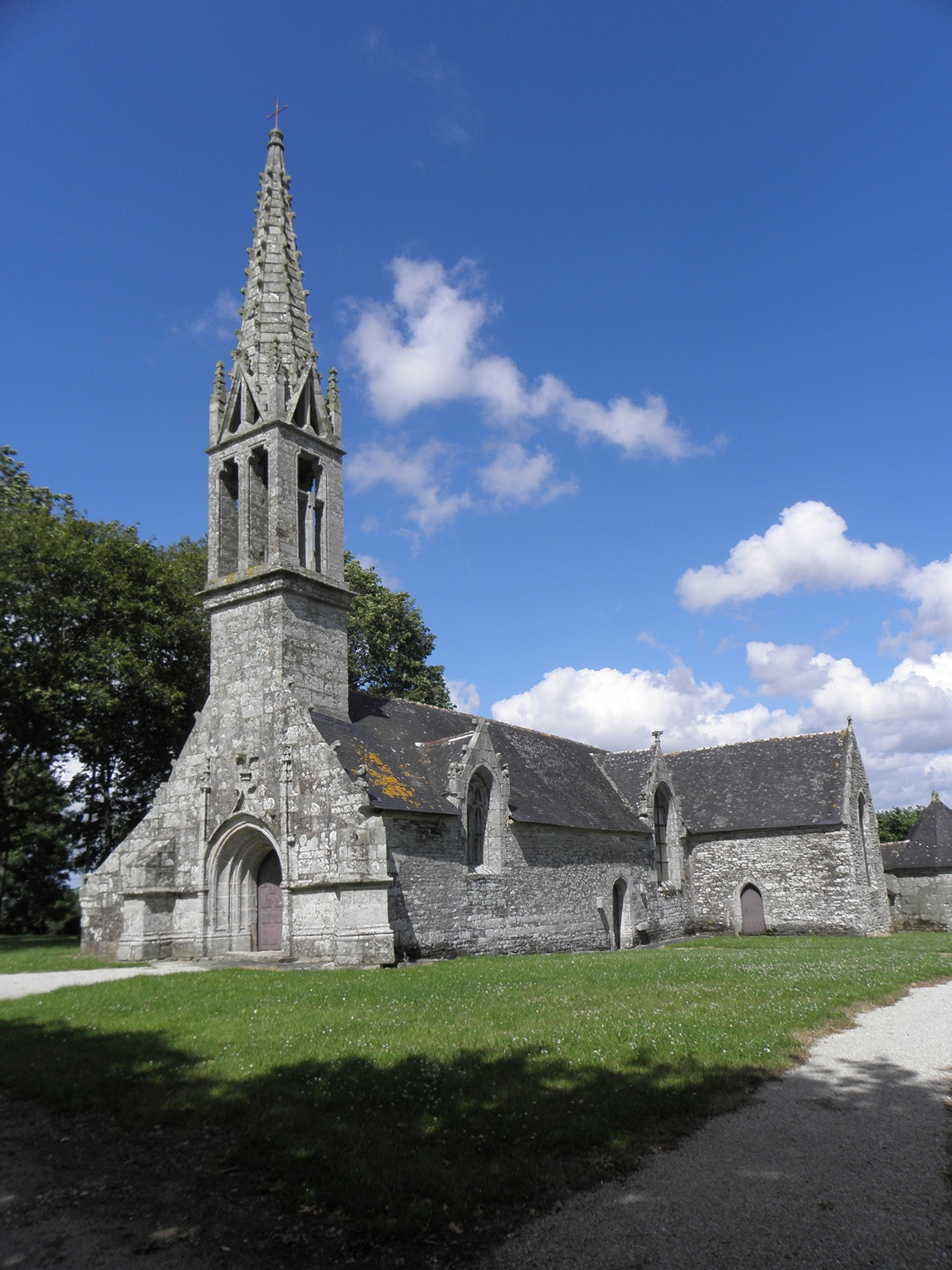
Kapelle Notre-Dame-de-Tréguron
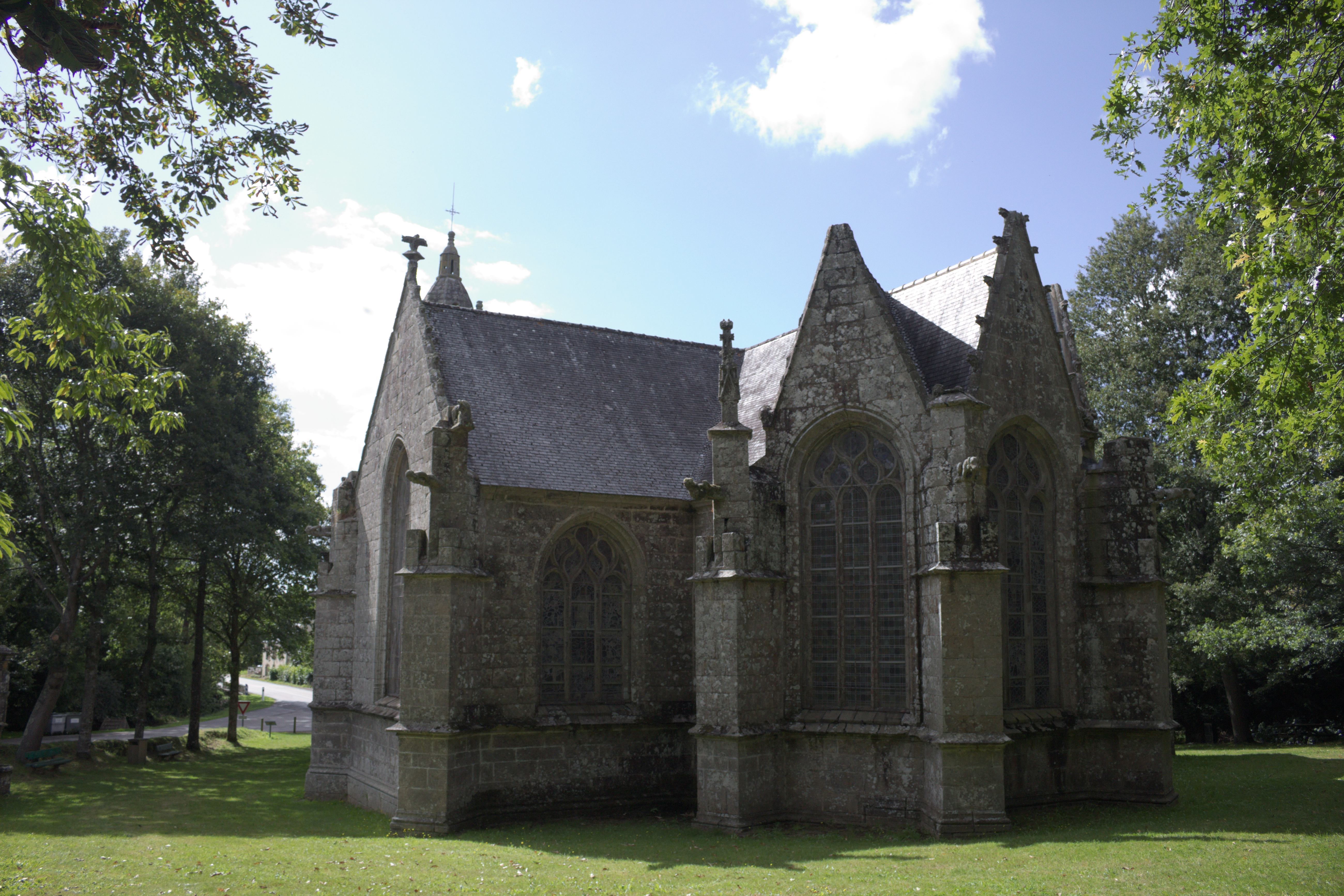
Kapelle Notre-Dame-des-Trois-Fontaines
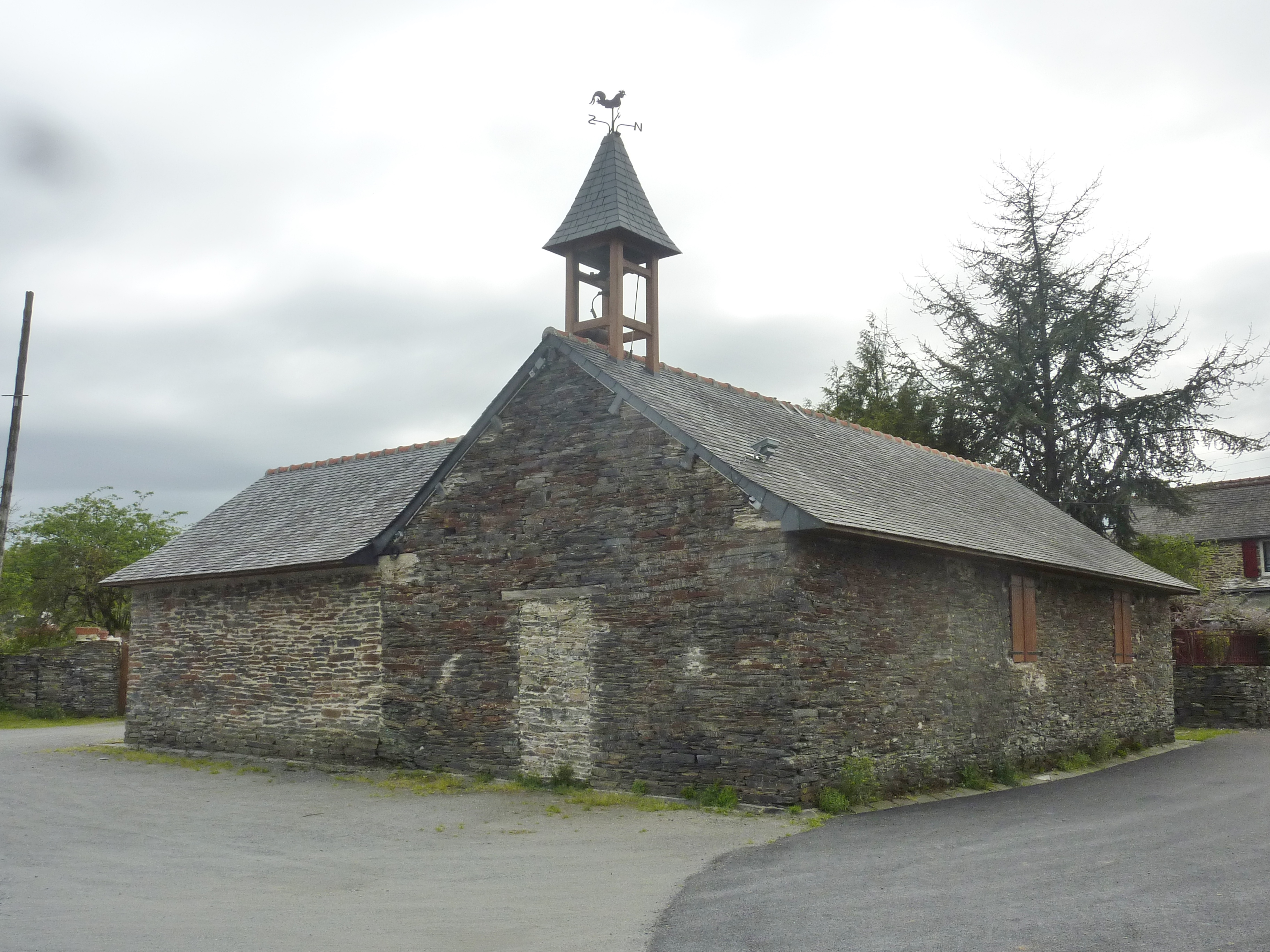
Steinbruch-Kapelle
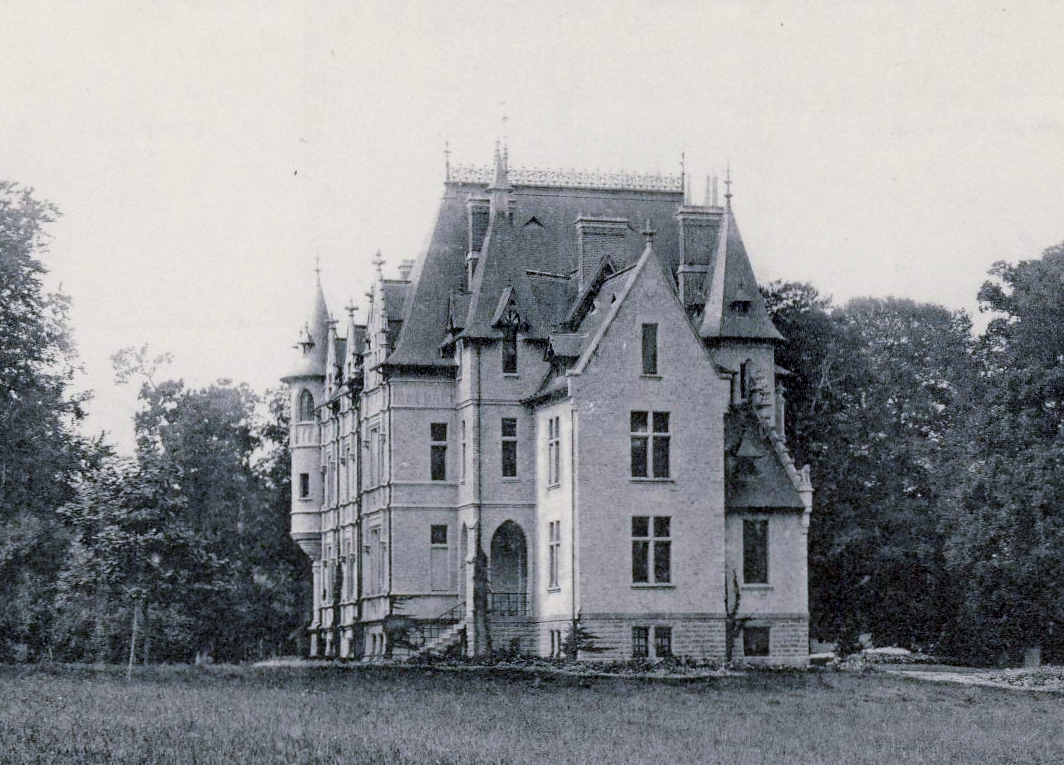
Schloss Kerriou auf einer Postkarte von 1910
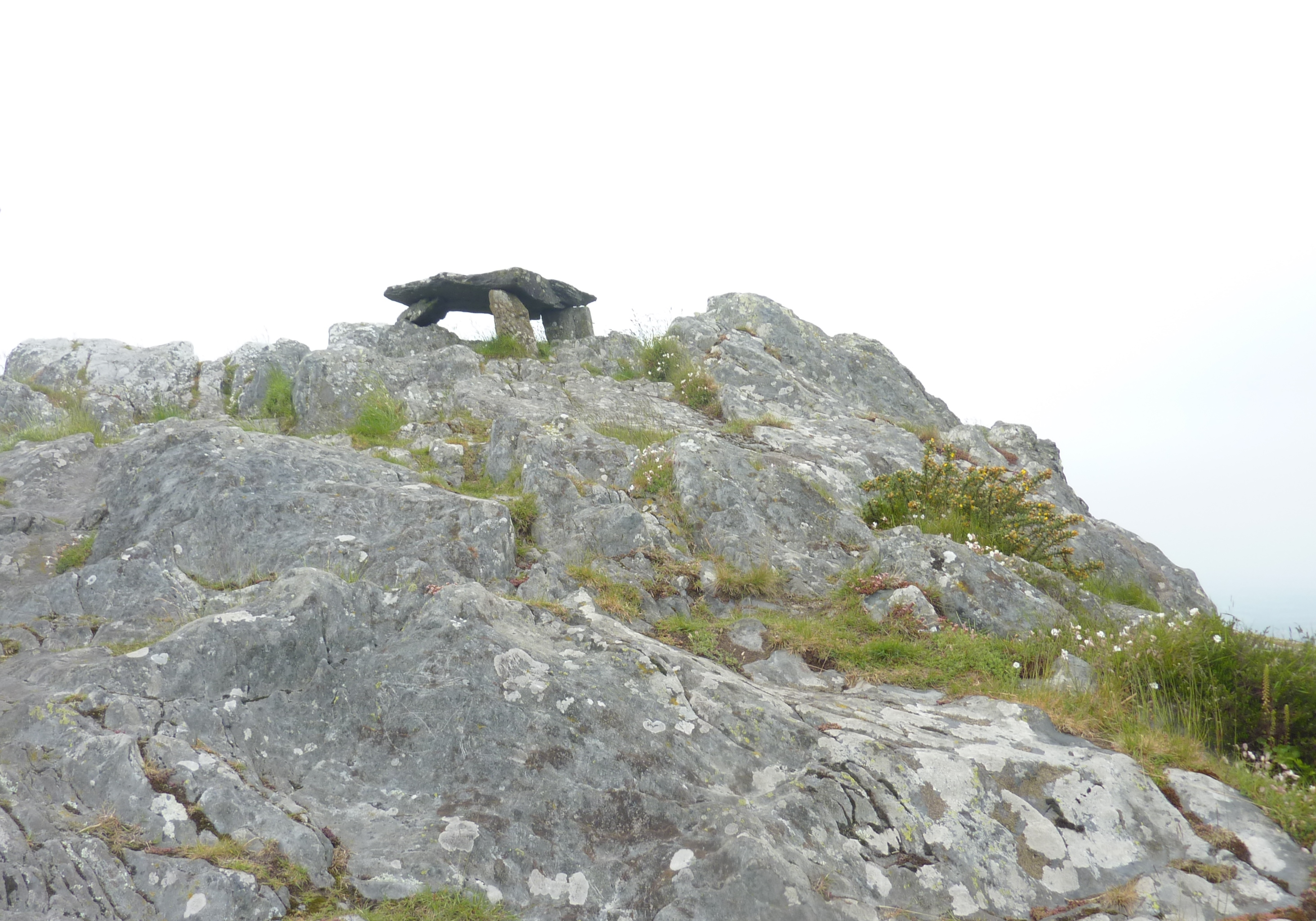
La Roche du Feu